# Gramaticalización
La gramaticalización es un proceso diacrónico de cambio lingüístico que se da en la evolución de todas las lenguas, por el cual una palabra de una categoría léxica pasa a ser parte de una categoría funcional. Ese cambio comporta generalmente la pérdida del uso referencial de la palabra, que pasa a tener un significado o función esencialmente gramatical. Se suele producir debido al uso metafórico o metonímico.

## Proceso de Gramaticalización
Como ya se mencionó anteriormente, el proceso de gramaticalización es uno diacrónico, esto quiere decir que se produce a lo largo del tiempo. Varios estudios sobre este fenómeno han desarrollado su descomposición en subprocesos de cambio independientes que repercuten sobre tres parámetros de los elementos gramaticalizados que son el peso, la cohesión y la variabilidad. Para cada uno de estos parámetros se identifican dos subprocesos que repercuten en el cambio ya sea en el eje paradigmático (su relación con otros elementos) o el sintagmático (su relación con su función sintáctica). Estos subprocesos son para: 
El peso: la reducción fónica y la condensación
La cohesión: la paradigmatización y la coalescencia
La Variabilidad: la obligatorización y la fijación del orden

## Ejemplos en Varias Lenguas
En español un ejemplo sería la palabra haber, que ha perdido los significados de tener o poseer y pasó a convertirse en un morfema para formar los tiempos compuestos.
En inglés moderno la partícula gramatical de futuro will procede de la forma léxica verbal willan que significaba 'querer' (sentido que se ha perdido en el uso moderno, en We will all die 'Todos moriremos' no existe expresión de un deseo sino el señalamiento de un hecho futuro).